# Olena Ivanivna Kazymyrčak-Polons'ka
Olena Ivanivna Kazymyrčak-Polons'ka (in ucraino Олена Іванівна Казимирчак-Полонська?; in russo Елена Ивановна Казимирчак-Полонская?, Elena Ivanovna Kazimirčak-Polonskaja e in polacco Helena Kazimierczak-Połońska; Selec', 21 novembre 1902 – San Pietroburgo, 30 agosto 1992) è stata un'astronoma ucraina nata cittadina della Russia zarista, divenuta polacca tra le due guerre mondiali e sovietica nel secondo dopoguerra.

## Carriera scientifica
Laureatasi all'Università di Leopoli nel 1928, divenne assistente all'osservatorio dell'Università di Varsavia tra il 1932 e il 1936. Durante la seconda guerra mondiale lavorò al dipartimento di astronomia di Leopoli per poi tornare a Varsavia nel 1944. Nel 1945 decise di diventare cittadina sovietica e si trasferì a Cherson dove insegnò astronomia nell'Università nazionale di Cherson. Nel 1948 divenne ricercatrice all'Istituto di Astronomia Teorica dell'Accademia delle scienze dell'URSS. Nel 1951 venne destituita dall'incarico e l'anno successivo finì agli arresti da gennaio ad agosto in quanto le sue manifestazioni di fede religiosa e i suoi atti di missionariato le causarono sospetti di spionaggio. Riprese ad insegnare nel 1953 all'Università pedagogica nazionale dell'Ucraina meridionale dove ebbe la cattedra di alta matematica. Nel 1964 divenne membro dell'Unione Astronomica Internazionale in seno a cui, tra il 1967 e il 1985 si occupò dell'organizzazione di vari simposi internazionali. Tra il 1976 e il 1978 fu a capo del gruppo di studio della dinamica dei corpi minori all'interno del Consiglio Astronomico dell'Accademia Sovietica delle Scienze.
I suoi studi si sono concentrati sulla determinazione delle orbite dei corpi minori sviluppando metodi di integrazione numerica molto efficaci che le hanno permesso di studiare con precisione la traiettoria di 14P/Wolf tra il 1884 e il 1973. Ha sviluppato una teoria sulla cattura dei corpi minori ad opera dei giganti del sistema solare. Ha correttamente predetto il picco di intensità delle Leonidi del 1966.

## Vita privata
Nel 1923 partecipò al primo incontro del Movimento Cristiano degli Studenti Russi, divenendo un membro attivo del movimento, arrivando a dirigere il movimento in Polonia e Bielorussia tra il 1926 e il 1928. Frequentò i corsi apologetici estivi dell'arciprete Sergej Nikolaevič Bulgakov che elesse a proprio padre spirituale.
Sposatasi nel 1936 con l'ittiologo Leon Kazimierczak dell'Univerisità di Varsavia, ebbe un figlio che chiamo Sergej in onore del padre spirituale. Il marito fu arrestato e deportato a Vienna durante la rivolta di Varsavia mentre il figlio morì di meningite nel 1948.
Nel 1970 si affiliò alla Società per l'amicizia polacco-sovietica e dal 1972 fu membra onoraria dell'Istituto Sovietico per i Cechi. A partire dagli anni settanta organizzò incontri clandestini nella propria abitazione per due circoli dedicati a letture teologiche e apologetiche.
Negli anni ottanta prese i voti e optò per una vita monastica dedicata allo studio della storia della chiesa russa.

## Riconoscimenti
Ha ricevuto il premio F. A. Bredihina nel 1968.
È stata tumulata nel cimitero degli astronomi all'Osservatorio di Pulkovo.
Le è stato dedicato l'asteroide 2006 Polonskaya.